# El Calvario
El Calvario é um município da Colômbia, localizado no departamento de Meta.